# Бенин на летних Олимпийских играх 2012
Бенин принимал участие в летних Олимпийских играх 2012 года, которые проходили в Лондоне (Великобритания) с 27 июля по 12 августа, где его представляли 5 спортсменов в четырёх видах спорта. На церемонии открытия Олимпийских игр флаг Бенина нёс дзюдоист Якоб Гнауи. Гнауи стал первым мужчиной-знаменосцем команды Бенина после Игр 1984 года.
На летних Олимпийских играх 2012 Бенин вновь не сумел завоевать свою первую олимпийскую медаль. Бегун Матьё Гнанлиго стал единственным в команде Бенина кто принимал участие во второй Олимпиаде подряд.

## Состав и результаты

### Бокс
Мужчины
| Соревнование | Спортсмены | 1/16 финала        | 1/8 финала           | Четвертьфинал        | Полуфинал            | Финал                | Место |
| Соревнование | Спортсмены | Соперник Результат | Соперник Результат   | Соперник Результат   | Соперник Результат   | Соперник Результат   | Место |
| ------------ | ---------- | ------------------ | -------------------- | -------------------- | -------------------- | -------------------- | ----- |
| до 60 кг     | Шафик Читу | TUNА. Мейри П 9:16 | Завершил выступление | Завершил выступление | Завершил выступление | Завершил выступление | 17    |

### Дзюдо
Мужчины
| Соревнование | Спортсмены | 1/32 финала              | 1/16 финала          | 1/8 финала           | Четвертьфинал        | Полуфинал            | Финал                | Место |
| Соревнование | Спортсмены | Соперник Результат       | Соперник Результат   | Соперник Результат   | Соперник Результат   | Соперник Результат   | Соперник Результат   | Место |
| ------------ | ---------- | ------------------------ | -------------------- | -------------------- | -------------------- | -------------------- | -------------------- | ----- |
| до 60 кг     | Якоб Гнауи | AUTЛ. Пайшер П 0000:0100 | Завершил выступление | Завершил выступление | Завершил выступление | Завершил выступление | Завершил выступление | 33    |

### Лёгкая атлетика
Мужчины
Беговые виды
| Соревнование | Спортсмены     | Отборочный раунд | Отборочный раунд | Отборочный раунд | Полуфинал            | Полуфинал            | Полуфинал            | Финал                | Финал                |
| Соревнование | Спортсмены     | Забег            | Результат        | Место            | Забег                | Результат            | Место                | Результат            | Место                |
| ------------ | -------------- | ---------------- | ---------------- | ---------------- | -------------------- | -------------------- | -------------------- | -------------------- | -------------------- |
| 400 метров   | Мэтью Гнанлиго | 7                | DNF              | DNF              | Завершил выступление | Завершил выступление | Завершил выступление | Завершил выступление | Завершил выступление |

Женщины
Беговые виды
| Соревнование           | Спортсмены      | Отборочный раунд | Отборочный раунд | Отборочный раунд | Полуфинал             | Полуфинал             | Полуфинал             | Финал                 | Финал                 |
| Соревнование           | Спортсмены      | Забег            | Результат        | Место            | Забег                 | Результат             | Место                 | Результат             | Место                 |
| ---------------------- | --------------- | ---------------- | ---------------- | ---------------- | --------------------- | --------------------- | --------------------- | --------------------- | --------------------- |
| 100 метров с барьерами | Одиль Ахуанвану | 6                | 14,76            | 8                | Завершила выступление | Завершила выступление | Завершила выступление | Завершила выступление | Завершила выступление |

### Плавание
Мужчины
| Соревнование             | Спортсмены         | Отборочный раунд | Отборочный раунд | Полуфинал            | Полуфинал            | Финал                | Финал                |                      |
| Соревнование             | Спортсмены         | Результат        | Место            | Результат            | Место                | Результат            | Место                |                      |
| ------------------------ | ------------------ | ---------------- | ---------------- | -------------------- | -------------------- | -------------------- | -------------------- | -------------------- |
| 50 метров вольным стилем | Вильфрид Тевоэджре | 29,77            | 58               | Завершил выступление | Завершил выступление | Завершил выступление | Завершил выступление | Завершил выступление |